# Гимнастика на летних Олимпийских играх 1932 — мужские индийские булавы
Дисциплина мужские индийские булавы была частью программы гимнастики на летних Олимпийских играх 1932 года в Лос-Анджелесе.
Это была одна из одиннадцати дисциплин по гимнастике для мужчин и это было соревнование, которое проводилось единственный раз на Олимпийских играх 1932 г.
Однако, на летних Олимпийских играх 1904 года проводилось схожее мероприятие по вращению булав.
Конкурс состоялся во вторник, 9 августа 1932 года. Соревновались четыре спортсмена из двух стран.

## Медалисты
| Золото           | Серебро              | Бронза                 |
| Джордж Рот (USA) | Филип Эренберг (USA) | Уильям Кулемейер (USA) |

### Результаты
| Место | Гимнаст                       | Баллы |
| ----- | ----------------------------- | ----- |
| 1     | Джордж Рот (USA)              | 26,9  |
| 2     | Филип Эренберг (USA)          | 26,7  |
| 3     | Уильям Кулемейер (USA)        | 25,9  |
| 4     | Франсиско Хосе Альварес (MEX) | 25,4  |